# Lakkunda, Sakleshpur
Lakkunda là một làng thuộc tehsil Sakleshpur, huyện Hassan, bang Karnataka, Ấn Độ.